# Qiandongnan
Qiandongnan är en autonom prefektur för miao och dong-folken i Guizhou-provinsen i sydvästra Kina.

## Administrativ indelning
Prefekturen består av en stad på häradsnivå och 15 härad:
- Staden Kaili (凱里市), 1 306 km², 450 000 invånare;
- Häradet Huangping (黄平县), 1 668 km², 350 000 invånare;
- Häradet Shibing (施秉县), 1 544 km², 150 000 invånare;
- Häradet Sansui (三穗县), 1 036 km², 200 000 invånare;
- Häradet Zhenyuan (镇远县), 1 878 km², 250 000 invånare;
- Häradet Cengong (岑巩县), 1 487 km², 220 000 invånare;
- Häradet Tianzhu (天柱县), 2 201 km², 390 000 invånare;
- Häradet Jinping (锦屏县), 1 597 km², 220 000 invånare;
- Häradet Jianhe (剑河县), 2 165 km², 240 000 invånare;
- Häradet Taijiang (台江县), 1 078 km², 140 000 invånare;
- Häradet Liping (黎平县), 4 439 km², 490 000 invånare;
- Häradet Rongjiang (榕江县), 3 316 km², 320 000 invånare;
- Häradet Congjiang (从江县), 3 245 km², 320 000 invånare;
- Häradet Leishan (雷山县), 1 218 km², 150 000 invånare;
- Häradet Majiang (麻江县), 1 222 km², 200 000 invånare;
- Häradet Danzhai (丹寨县), 938 m², 160 000 invånare.